# سیپرازپام
سیپرازپام (انگلیسی: Cyprazepam) دارویی از مشتقات بنزودیازپین آرام‌بخش-خواب‌آور است. این ماده دارای خواص ضد اضطراب است و احتمالاً دارای خاصیت خواب‌آور، شل‌کننده ماهیچه‌های اسکلتی، ضد تشنج و آمنستیک است.

## سنتز

سنتز سیپرازپام: